# 2012 في كينيا
فيما يلي قوائم الأحداث التي وقعت خلال عام 2012 في كينيا.

## سياسة

### انتهاء فترة المنصب
- 26 يناير – أوهورو كينياتا وزير مالية كينيا [الإنجليزية]‏.

## رياضة
- 1 يناير – دوري كينيا الممتاز 2012 الفائز نادي توسكر.

## وفيات

### أغسطس
- 27 أغسطس – عبود روجو (مواليد 1968)